# Поток (округа Ружомберок)
Поток (словац. Potok) — село, громада округу Ружомберок, Жилінський край. Кадастрова площа громади — 1.5 км².
Населення 100 осіб (станом на 31 грудня 2018 року).

## Історія
Поток згадується 1273 року.

## Населення
| Рік:            | 1994. | 2004.   | 2014.   | 2024.   |
| --------------- | ----- | ------- | ------- | ------- |
| Кількість осіб: | 120   | 115     | 106     | 104     |
| Різниця:        |       | -4,16 % | -7,82 % | -1,88 % |

| Рік:            | 2023. | 2024. |
| --------------- | ----- | ----- |
| Кількість осіб: | 104   | 104   |
| Різниця:        |       | +0 %  |